# Annaïg Le Meur
 (septembre 2023).
Annaïg Le Meur, née à Brest le 29 avril 1973, est une femme politique française. Elle est élue députée de la première circonscription du Finistère le 18 juin 2017, et réélue en juin 2022 puis en 2024. Elle est membre de La République en marche,.
Le 3 décembre 2024, elle est nommée présidente du Conseil national de l'habitat par la ministre du Logement et de la rénovation urbaine Valérie Létard.

## Biographie

### Sports et activités associatives
Annaïg Le Meur commence à pratiquer le basket-ball à l’âge de 6 ans à Milizac, avant de rejoindre le club de l’Étoile Saint-Laurent de Brest,. En 1991, elle se démarque en finale de la Coupe de France féminine de basket-ball. Durant cette période, elle s’engagera également en tant qu’arbitre au niveau régional. Par la suite, elle pratique au sein de l’équipe du Racing Club de France à Paris, puis entraîneuse en régional. Depuis, elle reste investie à l’Espoir basket Quimper Cornouaille (EBQC),,,,.

### Carrière professionnelle

#### Enseignement professionnel
Membre du jury du diplôme d'État de masseur-kinésithérapeute de 1996 à 2003, elle est aussi tutrice de stages et suit des mémoires en masso-kinésithérapie et en orthopédie de 1997 à 2017. En 2000, elle est intervenante dans le cursus de formation universitaire de la faculté de médecine de l'hôpital Saint-Antoine. De plus, depuis 1999, Annaïg Le Meur est formatrice en appareillage à l’Institut de formation en masso-kinésithérapie (IFMK) de l’Assistance publique - Hôpitaux de Paris entre 1999 et 2003 et de celui de Brest de 2015 à 2017. Elle donne également des cours au centre de formation des podo-orthésistes de Paris de 2003 à 2011. 

## Carrière politique

### Entrée dans la vie politique
Le 6 avril 2016, Emmanuel Macron créé le mouvement politique En marche auquel elle adhère,. Elle anime à partir de janvier 2017 le comité « Elle marche 29 ».

### Élections législatives de 2017
Après l’élection d’Emmanuel Macron à l’Élysée, elle est investie comme candidate d'En marche aux élections législatives de 2017 pour la première circonscription du Finistère contre Jean-Jacques Urvoas,. Son suppléant est Alain Decourchelle, maire de Pluguffan depuis 2014. Elle obtient 38,21% des voix au premier tour et l'emporte au second tour avec 54,45 % des voix.

### Pêche et littoral
Députée d’un territoire littoral, elle participe à plusieurs travaux parlementaires sur cette thématique. Elle est membre du conseil d'administration du conservatoire du littoral. Elle fait également partie du groupe d’études et du groupe de travail Littoral de l’Assemblée nationale. Annaïg Le Meur est nommée le 7 février 2019 rapporteure de la mission d’information de l’Assemblée nationale sur la pêche : ce travail vise à identifier les principaux risques que doit affronter la filière, tels que la gestion des ressources et la concurrence internationale,,,. Ce rapport est présenté le 4 octobre 2019 devant la commission des Affaires économiques[réf. nécessaire].

### Élections municipales de 2020
Elle est candidate La République en Marche à la mairie de Quimper lors des municipales 2020. Elle est la tête de liste « War Raok Kemper, En Marche Quimper, Annaïg Le Meur avec vous ». Elle arrive en troisième position avec 13,75 % des voix, largement distancée par les deux listes de gauche et de droite qui dépassent chacune 30 % des voix.
Laissant entendre qu'elle aurait pu se rapprocher de la candidate de gauche « [leurs] programmes [étant] assez proches », comme de celui de droite, les deux projets n'empêchant pas un rapprochement, mais constatant que ni l'un ni l'autre ne sont prêts à un « travail transpartisan », elle se maintient pour le second tour. Battue, elle rentre cependant au conseil municipal de Quimper[réf. nécessaire].

### Élections législatives de 2022
Elle est réélue députée en 2022 en se représentant dans la première circonscription du Finistère, où elle obtient 53,89 % des voix.

## Mandats
- Depuis le 19 juin 2017 : députée de la Première circonscription du Finistère
- Depuis le 28 juin 2020 : conseillère municipale de Quimper et conseillère communautaire de Quimper Bretagne Occidentale

## Publications
- Rééducation des épaules instables opérées ; Kinésithérapie Scientifique, no 365, 19-22, 1997.
- La symbolique de la main à travers les religions ; Kinésithérapie Scientifique, no 383, 57-58, 1998.
- La main : création d’Art ; Kinésithérapie scientifique, no 393, 58, 1999.
- Le toucher ; Kinésithérapie Scientifique ; no 404, 58-59, 2000.
- Le projet professionnel : processus chaotique ; La lettre du cadre de Santé kinésithérapeute, 15-8, no 15, janvier 2001.
- Le projet professionnel : processus chaotique ; La lettre du cadre de Santé kinésithérapeute, 3-4, no 16, juin 2001.
- Rééducation des fractures de l’extrémité inférieure de l’humérus ; Kinésithérapie Scientifique, no 415, 15-17, 2001.